# مریت باتریک
مریت باتریک (انگلیسی: Merritt Butrick؛ ۳ سپتامبر ۱۹۵۹ – ۱۷ مارس ۱۹۸۹) یک هنرپیشه اهل ایالات متحده آمریکا بود.

## گزیده فیلمشناسی
از فیلم‌ها یا برنامه‌های تلویزیونی که وی در آن نقش داشته‌است می‌توان به آثار زیر اشاره کرد.
- پیشتازان فضا ۲: خشم خان (۱۹۸۲)
- پیشتازان فضا ۳: جستجو برای اسپاک (۱۹۸۴)
- مردم محجوب (۱۹۸۷)
- شکوه علفزار (فیلم ۱۹۸۱) (۱۹۸۱)
- زاپ شده! (۱۹۸۲)
- دفتر مرکزی (۱۹۸۵)
- پیشتازان فضا: نسل بعدی (۱۹۸۸)